# Fronteira Indonésia–Malásia
A fronteira entre Indonésia e Malásia é uma linha com cerca de 1782 km de extensão, separando a Malásia e a Indonésia na ilha de Bornéu e com um pequeno segmento na ilha próxima de Sebatik. Existe também uma fronteira marítima entre os dois estados ao longo do estreito de Malaca, no mar da China Meridional e no mar de Celebes.
As questões relativas à fronteira terrestre foram definitivamente resolvidas em 1928, embora ainda existam divergências sobre o traçado da fronteira marítima, principalmente a leste, no mar de Celebes. Ambos os países anteriormente reivindicaram soberania sobre as ilhas Ligitan e Sipadan. Já a disputa pelo bloco Ambalat do fundo do mar do Mar de Celebes, que se acredita ser rico em recursos minerais, continua.